# Sofia de Schönburg-Waldenburg
Sofia Helene Cecília de Schönburg-Waldenburg (Potsdam, 21 de maio de 1885 — Fântânele, 3 de fevereiro de 1936) foi uma nobre alemã e esposa do Guilherme de Wied, príncipe eleito da Albânia.

## Biografia

### Família
Nascida em Potsdam, Brandemburgo, Império Alemão, Sofia Helena Cecília era filha de Vítor, príncipe hereditário de Schönburg-Waldenburg (1856-1888) e de sua esposa, a princesa Lúcia de Sayn-Wittgenstein-Berleburg (1859-1903). Membro da antiga dinastia Schönburg, ela tinha alguma ascendência albanesa remota, sendo descendente da princesa Elena Callimachi, filha do príncipe Scarlat Ghica, príncipe da Moldávia e da Valáquia (1715-1766). Ela também descendia da princesa Ruxandra Ghica, filha de Grigore I Ghica, príncipe da Valáquia (1628-1675). Embora 'oficialmente' romena, a família principesca Ghica tem raízes albanesas.
Os pais de Sofia morreram quando ela era jovem, então ela passou grande parte de sua juventude no Castelo Hemius, uma propriedade em Fântânele, na Moldávia, que pertencia a seus parentes maternos.

### Casamento
Em 30 de novembro de 1906 em Waldenburg, Sofia casou-se com o príncipe Guilherme de Wied, filho de Guilherme, Príncipe de Wied (1845-1907) e da princesa Maria dos Países Baixos (1841-1910). O marido de Sofia, o príncipe Guilherme, era parente de imperador Guilherme II da Alemanha, sendo seu primo em segundo grau. Eles tiveram dois filhos:
1. Maria Leonor (1909–1956), casada com o príncipe Alfredo de Schönburg-Waldenburg em 1937, ficou viúva em 1941 e se casou com Ion Octavian Bunea;
2. Carlos Vítor (1913–1973), príncipe hereditário da Albânia; casado com Eileen de Coppet.

### Princesa da Albânia
A princesa Sofia era próxima da tia de seu marido, a rainha Isabel da Romênia, que ela conhecia desde que se mudou para a Romênia após a morte de seus pais. Ela e a rainha cantavam, pintavam, compunham e tocavam instrumentos musicais juntas. A rainha Isabel desempenhou um papel importante na obtenção do trono albanês para o marido de Sofia, o príncipe Guilherme, ao pedir ao primeiro-ministro romeno Take Ionescu que persuadisse as grandes potências a selecionar Guilherme. Sofia e Isabel trabalharam juntas para superar a relutância de Guilherme em aceitar o trono.
Finalmente, e em 21 de fevereiro de 1914, Guilherme concordou e ele e Sofia receberam uma delegação de notáveis albaneses e ítalo-albaneses em seu castelo em Neuwied, onde o príncipe aceitou formalmente o trono. A delegação albanesa e ítalo-albanesa então visitou Waldenburg, Saxônia, onde prestaram suas homenagens à família da princesa Sofia.

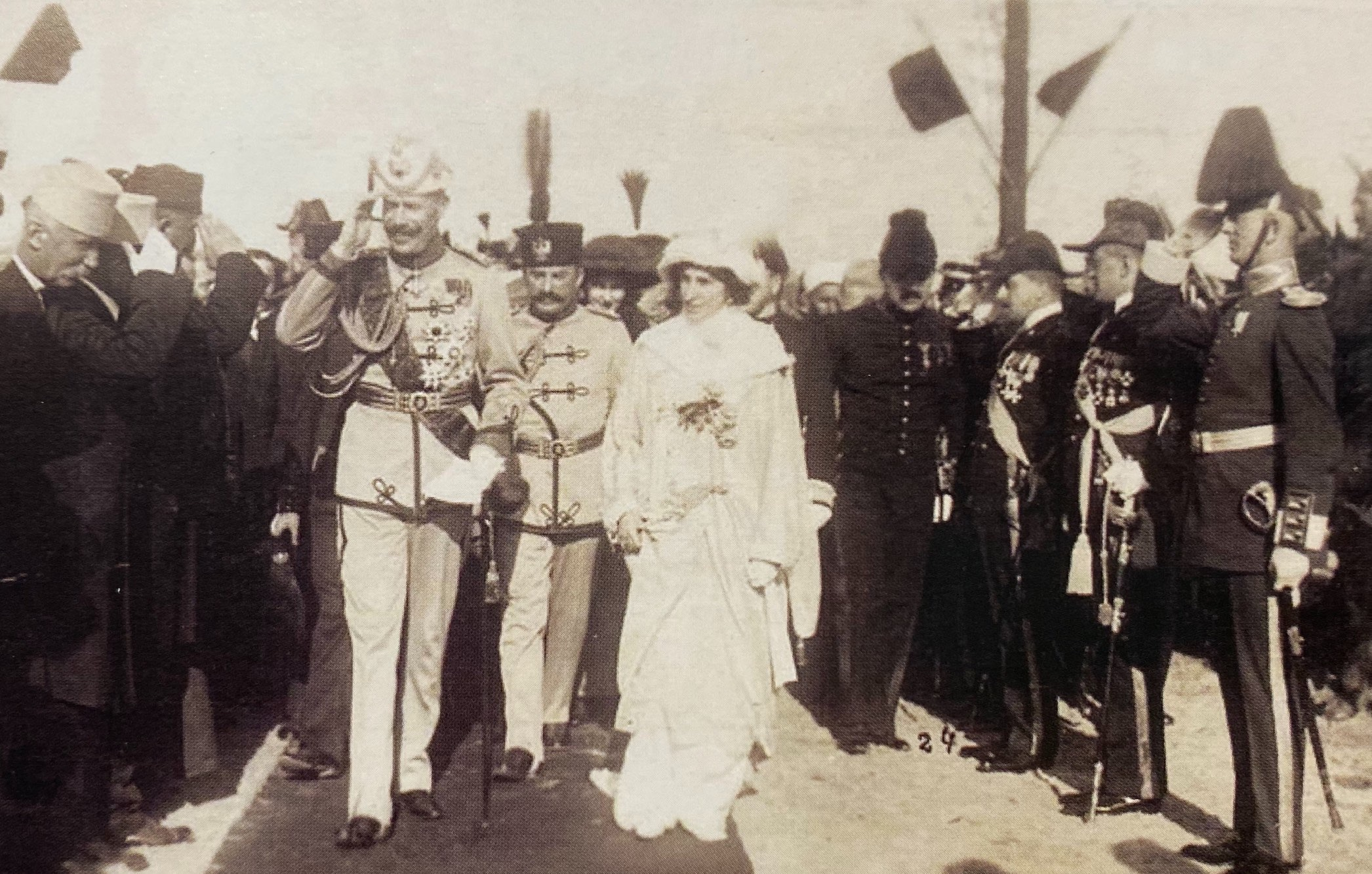
Princesa Sofia e Príncipe Guilherme chegam à Albânia em 7 de Março 1914

Sofia e seu marido chegaram à Albânia em 7 de março de 1914, em Durrës, a capital provisória. Ela e Guilherme não foram populares na Albânia: eram estranhos à cultura e buscavam introduzir hábitos que eram normais para a realeza na Europa Ocidental, mas desconhecidos na Albânia. Sofia não demonstrou interesse em política. Seus deveres de representação e desinteresse em assuntos de estado eram considerados ideais para uma consorte real na Europa Ocidental e modelados após sua mentora, a rainha Isabel da Romênia. Edith Durham, que os conheceu em Durrës, os descreveu:
| “ | "Eles são muito reais – ambos [...] mantêm uma corte e mantêm as pessoas de pé em sua presença. É tudo ridículo [...] o único pensamento dela [Sofia] é brincar de dama generosa, distribuir flores, colocar medalhas nos feridos e fazer pequenas blusas de bordado nativo." | ” |

Sua 'aventura' albanesa teve vida curta. Em 3 de setembro de 1914, com o país em turbulência, Sofia e marido deixaram a Albânia, para nunca mais retornar. No entanto, ela permaneceu oficialmente a princesa da Albânia até 31 de janeiro de 1925, quando o país foi declarado uma república.
Em 3 de fevereiro de 1936, a princesa Sofia morreu em Fântânele, na Romênia.

## Mistério
Em 11 de julho de 2019, o Vaticano abriu dois túmulos com base em uma dica de que a adolescente desaparecida, Emanuela Orlandi, havia sido enterrada lá. Um túmulo era da duquesa Carlota Frederica de Meclemburgo-Schwerin e o outro era de Sofia. Ambos os túmulos foram encontrados vazios e o paradeiro dos restos mortais da princesa e da duquesa e da adolescente desaparecidos continuam a ser mistério para as autoridades.